# Cheirostylis chinensis
Cheirostylis chinensis är en orkidéart som beskrevs av Robert Allen Rolfe. Cheirostylis chinensis ingår i släktet Cheirostylis och familjen orkidéer.

## Underarter
Arten delas in i följande underarter:
- C. c. chinensis
- C. c. glabra